# Gdańskie Studio Rapsodyczne
Gdańskie Studio Rapsodyczne – teatr istniejący w latach 1957–1966 w Gdańsku.

## Historia
Teatr powstał po "odwilży październikowej" w 1956 roku. Inicjatorką jego powstania była działaczka społeczna i kulturalna Malwina Szczepkowska, która kierowała zespołem do 1961 roku. Następnie kierownictwo teatru przejęła aktorka Halina Dąbrowska (do 1966 roku). W skład jego zespołu wchodzili zarówno artyści zawodowi, jak i amatorzy. 
Patronat nad placówką sprawował Wydział Kultury Wojewódzkiej Rady Narodowej w Gdańsku, zaś finansowanie działalności pozostawało w gestii Gdańskiego Towarzystwa Przyjaciół Sztuki. Środki przekazywane na ten cel przez GTPS był jednak niewystarczające, co skutkowało koniecznością dopłat do biletów przez gdańskie Kuratorium Okręgu Szkolnego.
Teatr nie posiadał własnej sceny, a przedstawienia odbywały się w sali bankietowej Miejskiego Domu Kultury przy ul. Wajdeloty 13 (Dwór Kuźniczki). Występował również gościnnie m.in. w województwach: bydgoskim, lubelskim oraz wrocławskim. Zakończył działalność 31 sierpnia 1966 roku.

## Profil teatru
Gdańskie Studio Rapsodyczne było teatrem nastawionym na wychowanie młodego widza (głównie licealistów), zaangażowanym ideowo i społecznie. W swym przekazie ograniczano takie środki wyrazu scenicznego jak dekoracje czy rekwizyty na rzecz gry aktorskiej, ruchu, gestu czy pantomimy. W jego repertuarze dominowały utwory poetyckie oraz dramaty (w całości lub w części) takich twórców literatury polskiej jak Wojciech Bogusławski, Franciszek Zabłocki, Julian Ursyn Niemcewicz, Juliusz Słowacki, Maria Konopnicka, Stanisław Wyspiański. Stefan Żeromski oraz światowej - Lew Tołstoj, Bertold Brecht.
Teatr zainaugurował swoją działalność 7 października 1957 roku przedstawieniem pt. Strójcie mi, strójcie narodową scenę, będącym inscenizacją fragmentów dramatów Stanisława Wyspiańskiego: Wesela, Wyzwolenia oraz Nocy listopadowej. Zespół dawał rocznie ok. 240 przedstawień, które oglądało ok. 100 000 widzów.

## Zespół
Przez cały okres działalności kierownictwo muzyczne teatru pełnił Edward Rauch. Natomiast od 1962 roku kierownikiem literackim był Andrzej Żurowski.

- Barbara Baryżewska
- Halina Garbowska-Witecka
- Wanda Karasińska
- Józef Korzeniowski
- Eugeniusz Kujawski
- Andrzej Pacyna
- Edward Ożana
- Aleksander Sokołowski
- Maria Wójcikowska
- Sławomir Zemło

Ponadto na scenie GSR występowali m.in. Bernadetta Haska, Janina Heine, Wanda Karasińska, Maria Kowalówna, Nina Mieszkowska, Barbara Nowakowska, Zofia Piotrowska, Irena Starkówna, Izabella Sworowska, Anna Rummlowa, Jerzy Leszczyński, Henryk Zienkiewicz oraz Gwidon Bielecki i Krystyna Nowakowska.